# إم بي 443 جراش
ام بي 443 جراش - MP-443 Grach هو مسدس نصف الي ذو ظغطتين للزناد يمتاز هذا السلاح بتصميم تقليدي وإجراءات أمان مضاعفة منها ساقطة الأمان علي الجانب الأيسر حتى توقف حركة الزناد يستعمل هذا المسدس من قبل ضباط الجيش والشرطة الروسية كسلاح شخصي وحل مكان مسدس Makarova pm .

## المستخدمين
- روسيا
- كازاخستان
- الولايات المتحدة

## وصلات خارجية
- Izhevsk Mechanical Plant (MP-443 Grach)
- Modern Firearms (MP-443 Grach)
- Yarygin (MP-443 'Grach') 6P35 9 mm self-loading pistol (Russian Federation), Pistols at Jane's
- http://www.moqatel.com/openshare/Behoth/Askria6/AslihaEncy/ch1/sec0007.doc_cvt.htm